# Korczak V
Korczak V – polski herb szlachecki.

## Opis herbu
Opis zgodnie z klasycznymi regułami blazonowania:
W polu czerwonym, w misie złotej pół szczenięcia wyskakującego, srebrnego.
Klejnot: ogon pawi, na którym wręby srebrne.
Labry czerwone, podbite złotem.

## Najwcześniejsze wzmianki
Herb przytaczany jest przez Paprockiego w Gnieździe cnoty i Herbach rycerstwa polskiego oraz w Kronice Bielskiego.

## Herbowni
Procenko.